# Eupithecia hreblayi
Eupithecia hreblayi es una especie de polilla de la familia Geometridae. La especie fue descrita por primera vez por Mironov y Galsworthy habiendo sido descrita en 2009, con distribución en Tailandia.

## Descripción
E. herczigi es una polilla pequeña con una envergadura de unos 18 a 19 milímetros (0,7 a 0,7 plg). Las alas anteriores son de color blanco sucio con cuatro o cinco manchas marrones y las alas traseras son de color marrón oscuro.